# Рівнинні вологі листяні ліси басейну Чаопхраї
Рівнинні вологі листяні ліси басейну Чаопхраї (ідентифікатор WWF: IM0108) — індомалайський екорегіон тропічних та субтропічних вологих широколистяних лісів, розташований в Таїланді. 

## Географія
Екорегіон рівнинних вологих листяних лісів басейну Чаопхраї охоплює дві області, розташовані на заході та сході Менамської низовини, по якій з півночі на південь протікає Чаопхрая, найбільша річка Таїланду, яка впадає у Бангкокську затоку.
Західна частина екорегіону лежить між горами Дауна і Тенассерім на заході та долиною Чаопхраї і узбережжям Сіамської затоки на сході. Крім того, регіон простягається на північний захід, охоплюючи долину річки Квай, яка лежить між горами Дауна та хребтом Білауктаунг у Тенассерімських горах.
Східна частина екорегіону охоплює рівнини, що лежать на узбережжі Сіамської затоки, на захід від Кардамонових гір або гір Кравань. Дві частини регіону розділені екорегіоном прісноводних заболочених лісів басейну Чаопхраї. Більшість заболочених лісів цього регіону наразі знищені, а на їх місці створені рисові поля та інші сільськогосподарські угіддя. На заході екорегіон рівнинних вологих листяних лісів басейну Чаопхраї переходить у гірські дощові ліси Каї та Карену та у напіввічнозелені дощові ліси Тенассеріму та Південного Таїланду, на сході — у дощові ліси Кардамонових гір, на півночі — у сухі ліси Центрального Індокитаю, а в деяких районах на узбережжі Сіамської затоки — у індокитайські мангри.

## Клімат
В межах екорегіону домінує саванний клімат (Aw за класифікацією кліматів Кеппена). Середньорічна кількість опадів тут коливається від 1000 до 1100 мм на заході та до 1300 мм на сході. Майже 80 % з них випадає в період з травня по жовтень, коли дмуть південно-західні мусони. Середня максимальна температура в екорегіоні становить 34 °C, а середня мінімальна температура — 23 °C.

## Флора
Основними лісовими угрупованнями екорегіону є вологі листяні ліси, у яких переважають представники родини діптерокарпових (Dipterocarpaceae), деякі з  яких скидають листя під час сухого сезону. Ліси регіону мають перехідний характер між прісноводними заболоченими лісами, сухими листяними лісами та дощовими лісами. Таким чином рослинний покрив екорегіону не є однорідним, а натомість є мозаїкою різних типів рослинності, характерних для навколишніх екорегіонів.
Більшість лісів екорегіону наразі знищені та перетворені на сільськогосподарські угіддя, на яких переважно вирощують маніоку та цукрову тростину. Залишки природних лісів збереглися у провінціях Ратчабурі та Пхетчабурі, серед вапнякових карстових скель, де ґрунти менш придатні для сільського господарства.

## Фауна
Більшість великих тварин, таких як індійські слони (Elephas maximus indicus) та індокитайські тигри (Panthera tigris corbetti), вимерли в регіоні. Однак в заповідниках продовжують мешкати деякі рідкісні види ссавців, зокрема бантенги (Bos javanicus), суматранські серау (Capricornis sumatraensis), білорукі гібони (Hylobates lar) та камбоджійські гібони (Hylobates pileatus). У деяких прісноводних водоймах живуть дуже рідкісні сіамські крокодили (Crocodylus siamensis), які перебувають на межі зникнення.
Серед поширених в екорегіоні птахів слід відзначити сіамського лофура (Lophura diardi), таїландського калао (Rhyticeros subruficollis), світлоголового вінаго (Treron phayrei), малазійського пінона (Ducula aenea), східну цису (Cissa hypoleuca), червонолобу тимелію (Malacopteron cinereum) та білошийого лелеку (Ciconia episcopus).

## Збереження
Оцінка 2017 року показала, що 2756 км², або 14 % екорегіону, є заповідними територіями. Природоохоронні території включають: Національний парк Кхаолаем, Національний парк Саї-Йок, Національний парк Кхаосамройот, Природний заповідник Кхаокхіао-Кхаочомпху та Природний заповідник Тхунгьян-Наресуан.